# Cerrillos (Chile)
Cerrillos (španělsky „pahorky“) je obec v provincii Santiago v metropolitním regionu Santiago, integrovaná do aglomerace Santiago de Chile.

## Demografie
Podle sčítání lidu Národního statistického úřadu v roce 2002 se obec rozkládá na ploše 21 km2 a žije v ní 71 906 obyvatel v 19 811 domácnostech. Hustota osídlení je tedy 3 424,1 obyvatel/km2. V době sčítání zde žilo 34 961 mužů a 36 945 žen. Populace klesla mezi sčítáními v letech 1992 a 2002 o 1 % (743 osob).

### Další statistiky
- Průměrný roční příjem domácnosti: 480 474,52 CZK (PPP, 2006)[3]
- Populace pod hranicí chudoby: 8,3 % (2006)
- Regionální index kvality života: 72,93, střední, 32. z 52 (2005)
- Index lidského rozvoje: 0,743, 54. z 341 (2003)[4]